# Liste von Einheitsbäumen in Hamburg
In der Liste von Einheitsbäumen in Hamburg sind Einheitsbäume in Hamburg aufgeführt. Dabei handelt es sich üblicherweise um Dreiergruppen aus einer Rotbuche, einer Kiefer und einer Stieleiche, die zum Gedenken an die Deutsche Wiedervereinigung gepflanzt wurden. Die Liste ist Teil der Liste von Einheitsbäumen in Deutschland. Sie enthält auch zu den Bäumen gehörende Gedenksteine oder Tafeln.
In einem gesonderten Abschnitt können „Echte Einheitsbäume“ erfasst werden, die am 3. Oktober 1990 gepflanzt wurden.
Die Liste erfasst nicht die vielen beim „Einheitsbuddeln“ aus dem gleichen Anlass gepflanzten Einzelbäume, Baumgruppen, Baumreihen und Allee-Teile.

## Tabelle
In dieser Tabelle ist Jahr das Jahr (oder Datum) der Pflanzung.
| Ort              | Lage                                                     | Bild           | Baumarten                      | Jahr            | Beschreibung |
| ---------------- | -------------------------------------------------------- | -------------- | ------------------------------ | --------------- | --- |
| Hamburg-Wandsbek | Karte Jenfelder Moorpark, am Ausgang zur Jenfelder Allee | weitere Bilder | Stieleiche Rotbuche Waldkiefer | 2014 (27. Nov.) | Anlässlich des 25. Jahrestages der deutschen Wiedervereinigung am 27. November 2014 gepflanzt vom Wandsbeker Bundestagsabgeordneten Jürgen Klimke (CDU). Das Einheitsdenkmal wird auch als Gedenkort genutzt. Am 12. März 2024 wurde durch den Arbeitskreis Denkmal (Gerd Hardenberg, Jörg Meyer, Klaus-Dieter Curth) im Beisein von Jürgen Klimke wieder eine neue Waldkiefer ergänzt. |